# Nepal na Mistrzostwach Świata w Lekkoatletyce 2017
Nepal na Mistrzostwach Świata w Lekkoatletyce 2017 – reprezentacja Nepalu podczas Mistrzostw Świata w Londynie liczyła 1 zawodnika, który nie zdobył medalu.

## Skład reprezentacji
| Zawodnik     | Konkurencja | Finał    | Finał   |
| Zawodnik     | Konkurencja | Rezultat | Pozycja |
| ------------ | ----------- | -------- | ------- |
| Bhumiraj Rai | maraton     | DNF      | DNF     |